# لاله‌رخ
لاله‌رُخ (انگلیسی: Lalla Rookh) رمانی نوشتهٔ شاعر ایرلندی، توماس مور که در سال ۱۸۱۷ منتشر شد. عنوان این رمان نامی فارسی برای دختران است که از نام شخص اول داستان گرفته شده که دختر اورنگ‌زیب، پادشاه گورکانی هند است. لاله‌رخ شامل چهار قطعه شعر روایی است که داستانی به نثر آن‌ها را به هم پیوند می‌دهد.
روزگار توماس مور مصادف با حکومت ناپلئون، پادشاهی جرج سوم و نیز استعمار ایرلند توسط انگلیس است و آنچه در بررسی شعر «لاله‌رخ» جالب می‌نماید گزینش هدفمند رویدادهای تاریخی ایران و داستان‌های کهن فارسی، و تطبیق آن با فضای سیاسی زمان و مکان شاعر است.

## طرح کلی داستان
لاله‌رخ که به نامزدی خان جوان بخارا درآمده برای جشن زناشویی با گروهی از غلامان و کنیزان از دهلی راهی کشمیر می‌شود. در میان خیل همراهان شاعری بود به نام فرامرز که برای تفریح لاله‌رخ چهار قصه را برای او بازگو می‌کند، و لاله‌رخ در راه، دل به فرامرز می‌بازد. بخش اعظم رمان از چهار داستانی تشکیل شده که فرامرز به شعر می‌سراید. این چهار داستان عبارتند از: «پیامبر نقاب‌پوش خراسان» (که شکلی از سرگذشت مقنع، پیامبر ایرانی سغد است)، «پردیس و پری»، «آتش‌پرستان»، و «چراغ حرمسرا».
هنگامی که لاله‌رخ وارد قصر نامزد خود می‌شود از هوش می‌رود اما کمی بعد با آوای صدایی آشنا به هوش می‌آید. این صدای آشنا صدای کسی نیست جز شاعر دلدار او. هنگامی که لاله‌رخ درمی‌یابد که شاعری که او در عشقش می‌سوزد هما نامزد او یعنی خان بخارا است شور و شعف وصف‌ناپذیری وجود او را دربر می‌گیرد.

## اقتباس‌ها
بر پایه لاله‌رخ توماس مور چندین صحنه‌سازی موسیقایی ساخته شده ازجمله قطعه «برایت نغمه‌هایی از آرابای خواهم خواند» نوشته فردریک کلی و ویلیام گورمن ویلز (۱۸۷۷). رمان توماس مور هم‌چنین مبنایی قرار گرفت برای چندین اپرا ازجمله: لاله‌رخ، نمایش جشنواره‌ای (۱۸۲۱) توسط گاسپاره اسپونتینی، که بخشی از آن در سال ۱۸۲۲ با شکلی جدید تحت نام «نورمحل یا جشن گل سرخ کشمیر» به اجرا درآمد، اپرای لاله‌رخ توسط فلیسین داوید (۱۸۶۲)، اپرای فرامرز توسط آنتون روبینشتین (۱۸۶۳)، و پیامبر نقاب‌پوش، توسط سر چارلز ویلیه استنفورد (۱۸۷۹).
قطعه‌شعر پردیس و پری که بخشی از داستان لاله‌رخ را تشکیل می‌دهد هم در سال ۱۸۵۳ دست‌مایه یکی از آثار روبرت شومان شد و به صورت هم‌سرایی ارکستری به اجرا درآمد. سطوری از اشعار لاله‌رخ هم‌چنین متن آهنگ «جویبار بندمیر» را تشکیل می‌دهند.
سرلوحه داستان معروف منظوم پوشکین «فواره باغچه‌سرای» ترجمه آزاد شعری از بوستان سعدی است و به طوری که محقّق روسی ک.ای. چایکین نشان داده پوشکین آن را از ترجمه فرانسه رمان لاله‌رخ توماس مور که توسّط آ. پیشو در سال ۱۸۲۰ میلادی ترجمه شده اقتباس کرده‌است.

## میراث اجتماعی
در سال ۱۸۸۹ انجمنی اجتماعی مرتبط با فراماسونری برپا شد که نام خود را طریقت عرفانی پیامبر نقاب‌پوش سرزمین جادو گذاشت که نامی الهام‌گرفته از رمان لاله‌رخ بود. در این انجمن که «گروتو» هم نامیده شده تنها اعضای ارشد فراماسونری حق عضویت داشتند. انجمنی موازی نیز در سال ۱۹۱۹ برای زنان برپا شد که نام آن «دختران مقنع» بود و نام آن نیز به رمان لاله‌رخ اشاره داشت.

## نمونه متن
| بند نخست شعر «پیامبر نقاب‌پوش خراسان» که فرامرز برای لاله‌رخ می‌خواند: | |
| \| In that delightful Province of the Sun, The first of Persian lands he shines upon. Where all the loveliest children of his beam, Flowerets and fruits, blush over every stream, And, fairest of all streams, the Murga roves Among Merou's bright palaces and groves;-- There on that throne, to which the blind belief Of millions raised him, sat the Prophet-Chief, The Great Mokanna. O'er his features hung The Veil, the Silver Veil, which he had flung In mercy there, to hide from mortal sight His dazzling brow, till man could bear its light. For, far less luminous, his votaries said, Were even the gleams, miraculously shed O'er Moussa's cheek, when down the Mount he trod All glowing from the presence of his God! \| در آن ولایت طرب‌انگیز خورشید اولین سرزمین ایرانی که آفتاب بر آن می‌تابد جایی که عزیزترین زادگان پرتوی او آن گل‌ها و میوه‌های گلگون، روی هر جویبار را می‌پوشانند و زیباترینِ نهرها که مرغاب است در میان قصرها و باغ‌های مرو پرسه می‌زند آنجا بر آن تختگاهی که، ایمان چشم‌بسته کرور کرور پیرو، او را بر آن نشانده، پیامبری تکیه بر مسند ریاست زده، آن مقنع کبیر. و بر چهره‌اش نقابی آویخته، نقابی سیمین، تا که رحمی کرده و سیمای خیره‌کننده‌اش چشمان بنی‌بشر را نزند چرا که به گفته هواخواهانش، حتی زمانی که موسی از کوه بازمی‌گشت آن نوری که اعجازگونه بر گونه‌هایش می‌تابید هم، آن انواری که از حضور خداوندش به درخشش درمی‌آمد، هم کم‌فروغ‌تر از نور سیمای مقنع بود. \| | |
| In that delightful Province of the Sun, The first of Persian lands he shines upon. Where all the loveliest children of his beam, Flowerets and fruits, blush over every stream, And, fairest of all streams, the Murga roves Among Merou's bright palaces and groves;-- There on that throne, to which the blind belief Of millions raised him, sat the Prophet-Chief, The Great Mokanna. O'er his features hung The Veil, the Silver Veil, which he had flung In mercy there, to hide from mortal sight His dazzling brow, till man could bear its light. For, far less luminous, his votaries said, Were even the gleams, miraculously shed O'er Moussa's cheek, when down the Mount he trod All glowing from the presence of his God! | در آن ولایت طرب‌انگیز خورشید اولین سرزمین ایرانی که آفتاب بر آن می‌تابد جایی که عزیزترین زادگان پرتوی او آن گل‌ها و میوه‌های گلگون، روی هر جویبار را می‌پوشانند و زیباترینِ نهرها که مرغاب است در میان قصرها و باغ‌های مرو پرسه می‌زند آنجا بر آن تختگاهی که، ایمان چشم‌بسته کرور کرور پیرو، او را بر آن نشانده، پیامبری تکیه بر مسند ریاست زده، آن مقنع کبیر. و بر چهره‌اش نقابی آویخته، نقابی سیمین، تا که رحمی کرده و سیمای خیره‌کننده‌اش چشمان بنی‌بشر را نزند چرا که به گفته هواخواهانش، حتی زمانی که موسی از کوه بازمی‌گشت آن نوری که اعجازگونه بر گونه‌هایش می‌تابید هم، آن انواری که از حضور خداوندش به درخشش درمی‌آمد، هم کم‌فروغ‌تر از نور سیمای مقنع بود. |